# Unfriended: Dark Web
Pour les articles homonymes, voir Dark web.
Série Unfriended
Unfriended
(2015)
Pour plus de détails, voir Fiche technique et Distribution.
Unfriended: Dark Web est un film d'horreur réalisé par Stephen Susco (en), sorti en 2018. Il s'agit de la suite de Unfriended de Levan Gabriadze, sorti en 2015.
Le film se déroule en Californie. Matias O'Brien, amoureux d'Amaya DeSoto, une malentendante, travaille sur la création d'un logiciel qu'il a baptisé Papaya et qui lui permettra de communiquer en langue des signes avec sa bien-aimée sur Skype. Dans un cybercafé, il a subtilisé un ordinateur portable qui traînait aux objets trouvés depuis plusieurs semaines et, innocemment, l'a ramené chez lui afin de parachever son logiciel dans de meilleures conditions qu'avec son ancien PC. Lorsqu'il s'aperçoit que le disque dur est plein, il consulte les dossiers et finit par dénicher d'inquiétants fichiers vidéo cachés qu'il s'empresse de montrer sur Skype à ses amis Serena Lange, Nari Jemisin, Damon Horton, Connor Del Rio alias AJ Jeffcock et la DJ Lexx Putri. Sans le vouloir, tous se retrouvent plongés dans les tréfonds dangereux du dark web et découvrent rapidement que quelqu'un les observe. Cet inconnu, sous le pseudonyme de Charon IV et membre du Cercle, une organisation de hackers, est prêt à tout pour récupérer son portable et protéger ses secrets.

## Synopsis
Matias O'Brien trouve un ordinateur portable dans les objets trouvés d'un cybercafé et le ramène chez lui. L'ordinateur portable appartenait à l'origine à une personne appelée Norah C. IV. Matias travaille avec une application en langue des signes, Papaya, pour converser avec Amaya, sa petite amie sourde et muette. Cependant, Amaya est bouleversée parce que l'application lui permet seulement de le comprendre lui, mais pas l'inverse. Matias continue de recevoir des messages sur l'ordinateur portable de Norah de la part d'une personne nommée Erica Dunne. Il se connecte à un appel vidéo Skype avec ses amis - Damon, AJ, Lexx, Serena et Nari - mais devient frustré lorsque l'ordinateur se bloque sans cesse. Matias découvre qu'Erica Dunne est Norah, lorsqu'elle réclame son ordinateur portable. Il décide de le rendre au cybercafé, mais avant de pouvoir y aller, il aperçoit un message destiné à Norah concernant le paiement qu'ils ont reçu pour une vidéo. Curieux, il s'entretient avec la personne mystérieuse, Charon68. Les amis de Matias regardent ses actions via un partage d'écran effectué par Matias à la demande de Damon, et AJ reconnaît que Matias est connecté au Dark Web. Lorsque Charon68 mentionne la trépanation, un Matias perturbé met fin à la discussion.
Damon se rend compte que "Norah C." est "Charon" épelé à l'envers, alors que Matias commence à trouver des vidéos cachées sur l'ordinateur portable. Il recherche une adresse postale répertoriée dans l'une d'elles et constate qu'Erica Dunne a disparu de chez elle ; il s'agit de la personne pour qui Norah se faisait passer. Matias reçoit un appel vidéo d'Amaya, pour découvrir que c'est Norah C., également connu sous le nom de Charon IV, qui continue de réclamer son ordinateur portable, sinon il tuera Amaya. Lorsque Nari tente d'appeler la police, Matias panique et explique que tout cela faisait partie d'un jeu de réalité alternée. Ses amis sont stupéfaits et lui demande des explications, qu'il leur donne. Ses amis sont soulagés, mais Nari reste toutefois méfiante. Matias essaie de convaincre Amaya de venir chez lui, mais elle est toujours en colère contre lui, croyant qu'il ne veut pas faire l'effort d'apprendre la langue des signes pour elle. Matias promet qu'il essaiera de la convaincre de venir chez lui, bien que Charon IV la suive secrètement. Pour s'assurer que Charon IV tient parole, Matias transfère la crypto-monnaie de son profil vers le sien. Norah réprimande Matias pour cela, mais il dit qu'il rendra l'argent et l'ordinateur portable en échange de la sécurité d'Amaya et d'Erica.
Matias demande à Amaya de se rendre au métro pour qu'elle perde la connexion - une fois que la connexion est perdue, il dit à ses amis que tout est réel et explique qu'ils sont tous en danger. Matias reçoit soudainement des messages d'un groupe appelé "Le Fleuve", qui révèle qu'ils sont au courant des actions de Matias, et des dizaines de comptes Charon se joignent au chat. L'un d'eux publie une vidéo de Lexx, jetée d'un toit d'immeuble, tandis que d'autres vidéos d'AJ sont trafiquées et font passer AJ pour un terroriste. Alors que les policiers prennent d'assaut la maison d'AJ, "Le Fleuve" déclenche l'effet sonore d'un fusil à pompe se rechargeant sur son ordinateur, amenant la police à l'abattre. Ensuite, ils montrent Nari au métro et la mère de Serena sous assistance respiratoire, forçant Serena à sauver l'une d'elles. Incapable de se décider, "Le Fleuve" fait tuer d'abord Nari, ensuite la mère de Serena en coupant l'assistance respiratoire, puis Serena elle-même. Matias va chercher Amaya, laissant l'ordinateur portable ouvert pour que Damon puisse copier ses fichiers vers son ordinateur à lui. À l'insu de Matias, un autre Charon amène Erica dans son placard. Quand un Charon prend le contrôle de l'ordinateur portable, Damon dit au Fleuve qu'il a tout enregistré pour que la police les retrouve. À sa grande horreur, il se rend compte que le Fleuve avait prévu que Matias trouve l'ordinateur portable afin qu'ils puissent le piéger lui et ses amis pour leurs crimes. Quelques instants plus tard, un Charon accroche Damon à la porte de son placard. Un autre Charon écrit une fausse note de confession, maquillée en note de suicide, informant que tout le monde s'est suicidé par culpabilité. Matias reçoit un appel d'Amaya et se rend compte que le Fleuve a piraté ses messages afin qu'il s'égare là où il se trouve. Il regarde impuissant Amaya se faire attaquer par un Charon. Brisé et en pleurs, il demande au Fleuve pourquoi ils ont fait tout cela. Ils répondent avec un clip de Matias lui-même disant à ses amis, plus tôt dans la soirée : " C'est la soirée jeux !", révélant que c'est simplement un divertissement pour eux.
Le Fleuve lance ensuite un sondage pour décider du sort de Matias ("Matias doit-il vivre ? Oui / Non"); pendant qu'ils votent, il rit, ne se souciant plus de sa sécurité. Erica se réveille dans l'appartement de Matias et se dirige vers l'ordinateur pour demander de l'aide. La vidéo s'arrête alors qu'elle aperçoit un trou dans son crâne. Dans la rue, le vote touche à sa fin, révélant que la majorité des votes est "Non", un Charon écrase Matias. Leur travail terminé et leurs crimes épinglés sur Matias et ses amis, le Fleuve se réunit devant les caméras et fait la fête pendant qu'un autre Charon regarde leurs actions via un quartier général, qui semble être celui du Fleuve.

### Première fin alternative
Dans une fin alternative, Matias envoie un SMS à Amaya lui demandant de le rejoindre au lieu où ils ont échangé un baiser. Il arrive sur le lieu en question, seulement pour trouver un trou dans le sol avec un cercueil ouvert, avant qu'un Charon ne l'assomme. Amaya arrive et appelle Matias, qui est réveillé par la sonnerie de son téléphone. Il se rend compte qu'il a été enterré vivant et essaie d'envoyer un SMS à Amaya, mais le Fleuve modifie tous ses messages en "j'aurai aimé savoir parler la langue des signes". Quand il tente de faire un appel vidéo, le Fleuve pixélise sa bouche afin qu'Amaya ne puisse pas lire ses lèvres. Le sort de Matias reste inconnu alors que le film se termine, avant qu'Amaya ne réalise elle-même la situation.
Dans la première des deux fins alternatives du DVD, Matias envoie un SMS à Amaya lui demandant de le rejoindre au lieu où ils ont échangé un baiser. Au moment où Matias arrive, les Charons sortent de leur cachette, retiennent le duo en otage et lancent un sondage pour décider de leur sort. La majorité des membres votent "Non", mais un message de groupe est posté par Charon IX intitulé «They_Earned_It.m4v», avec un enregistrement de Matias négociant pour la vie d'Amaya avec Charon IV, utilisant son argent. Cela mérite le respect du Fleuve. Ils relâchent le duo et ils s'embrassent. Cependant, nous ne savons pas ce qui arrive à Matias et Amaya après leur libération. Pendant ce temps, Erica se réveille dans l'appartement de Matias et se dirige vers l'ordinateur, implorant de l'aide. Après avoir aperçu un trou dans son crâne, elle hurle.

### Deuxième fin alternative
Dans la deuxième fin alternative du DVD, Matias localise l'entrepôt où les Charon ont emmené Amaya. Elle est introuvable et tout espoir semble perdu. Il trouve un revolver sur le sol et semble commencer à envisager le suicide. Un Charon lance un sondage pour le Fleuve, afin de savoir si Matias va se suicider. Le film se termine avant qu'il ne prenne la décision.

## Fiche technique
Sauf indication contraire, les informations mentionnées dans cette section peuvent être confirmées par la base de données cinématographiques IMDb,  présente dans la section « Liens externes ».
- Titre original : Unfriended: Dark Web
- Titre de travail : Unfriended: Game Night
- Réalisation et scénario : Stephen Susco
- Décors : Chris Davis
- Costumes : Cassandra Jensen
- Photographie : Kevin Stewart
- Montage : Andrew Wesman
- Production : Timour Bekmambetov et Jason Blum

Coproducteur : Ryan Turek
Producteur associé : Pavel P. Bozhkov
Producteurs délégués : Nelson Greaves, Couper Samuelson et Adam Sidman
- Sociétés de production : Bazelevs et Blumhouse Productions
- Société de distribution : Universal Pictures (États-Unis)
- Budget : n/a
- Pays d'origine :  États-Unis
- Langue originale : anglais
- Format : couleur
- Genre : horreur, found footage
- Durée : 88 minutes
- Dates de sortie :
  - États-Unis : 9 mars 2018 (festival South by Southwest) ; 20 juillet 2018
  - France : 26 décembre 2018

## Distribution
- Colin Woodell (VFB : Alexandre Crépet) : Matias O'Brien
- Stephanie Nogueras (sans dialogue) : Amaya DeSoto
- Betty Gabriel (VFB : Melissa Windal) : Nari Jemisin
- Rebecca Rittenhouse (VFB : Séverine Cayron) : Serena Lange
- Andrew Lees (en) (VFB : Maxime Van Santfoort) : Damon Horton
- Connor Del Rio (VFB : Olivier Prémel) : Connor Del Rio, alias AJ Jeffcock
- Savira Windyani (VFB : Cathy Boquet) : Lexx Putri, alias DJ Lexx
- Douglas Tait (VFB : Fabian Finkels) : Charon IV
- Rob Welsh : Charon V
- Bryan Adrian : Charon IV
- Alexa Mansour : Erica Dunne

Voix additionnelles: Lise Leclerq, Nancy Philippot, Jean-François Rossion
Version Française
- Société de doublage : Khobalt (Belgique)
- Direction Artistique : Bruno Mullenaerts
- Adaptation : Julie Girardot
- Mixage : Daniel Alessi

Source et légende : Version française (VF) sur carton du doublage français

## Production
Blumhouse Productions confirme qu'une suite du premier film est prévue, dont la sortie est initialement prévue pour 2017.

## Autour du film
- Le film a été tourné secrètement fin 2016. Cela explique les nombreuses erreurs de dates, en effet les dates affichées sur l'écran des ordinateurs sont celles de 2016 (dernière connexion de Lexx le jeudi 10 novembre, par exemple). Il y a de nombreuses autres erreurs de dates. Les liens vers la disparition d'Erica Dunne sont datés du 2 juillet 2018 et les derniers messages sur sa page Facebook du 21 et 22 mai alors que l'histoire semble logiquement se passer le 16 novembre 2017. Le générique de fin montre des lignes de code datant de 2009.
- La durée du film en VO est de 1h32, soit 4 minutes de plus que la version française.
- Le film possède quatre dénouements alternatifs, dont deux destinés à la diffusion en cinéma, un en DVD, et un en Blu-Ray.

## Suite
Le réalisateur du film a dévoilé, dans une interview, qu'un troisième film pourrait voir le jour, faisant de la franchise Unfriended une trilogie.